# Rudolf Swideriski
Rudolf Swideriski (Lipsia, 28 luglio 1878 – Lipsia, 2 agosto 1909) è stato uno scacchista tedesco.
Figlio dell'industriale Philipp Swideriski, in gioventù si interessò, oltre che agli scacchi, alla musica. Disputò il primo torneo nel Congresso della Federazione tedesca (Deutschen Schachbundes) di Eisenach del 1896.
Successivamente si affermò come uno dei più promettenti giocatori tedeschi, vincendo nel 1900 a Monaco il torneo A (Hauptturnier) della Federazione tedesca con 17/21 e ottenendo il titolo di Maestro.
Altri risultati:
- 1904:  pari primo con Frank Marshall nel torneo di Monte Carlo (torneo tematico sul gambetto Rice)[1]
- 1904:  pari primo a Coburgo con Curt von Bardeleben e Carl Schlechter
- 1905:  secondo a Brema

Nel torneo di Ostenda 1907 non terminò ai primi posti, ma vinse le partite con Akiba Rubinstein (vincitore del torneo) e Joseph Blackburne.
Affetto da una grave malattia e non volendo sottoporsi ad un intervento chirurgico, morì suicida nel 1909 all'età di 31 anni. Secondo lo storico degli scacchi Edward Winter le cause del gesto sono da attribuire anche al fatto che era stato coinvolto in una causa legale.
Alcune partite di Rudolf Swideriski:
- Swideriski – Michail Chigorin, Hannover 1902:  gambetto slavo
- Swideriski – Isidor Gunsberg, Vienna 1903:  gambetto di re
- Carl Schlechter – Swideriski, Coburgo 1904:  difesa ortodossa
- Frank Marshall – Swideriski, Coburgo 1904:  gambetto di re
- Swideriski – Aron Nimzovich, Brema 1905:  difesa Cambridge Springs
- Akiba Rubinstein – Swideriski, Ostenda 1907:  difesa ortodossa
- Swideriski – Joseph Blackburne, Ostenda 1907:  difesa Benoni